# Pardosa olympica
Pardosa olympica är en spindelart som beskrevs av Ezio Tongiorgi 1966. Pardosa olympica ingår i släktet Pardosa och familjen vargspindlar.
Artens utbredningsområde är Grekland. Inga underarter finns listade i Catalogue of Life.